# KAwZ-685
Der KAwZ-685 (russisch КАвЗ-685), im Zuge von Modellerneuerungen später auch als KAwZ-3270 und KAwZ-3271 bezeichnet, ist ein Bus aus sowjetischer Produktion. Gebaut wurde das Fahrzeug vom Kurganski Awtobusny Sawod in Kurgan auf Basis des Fahrgestells des Lastwagens GAZ-53.

## Geschichte des Fahrzeugs

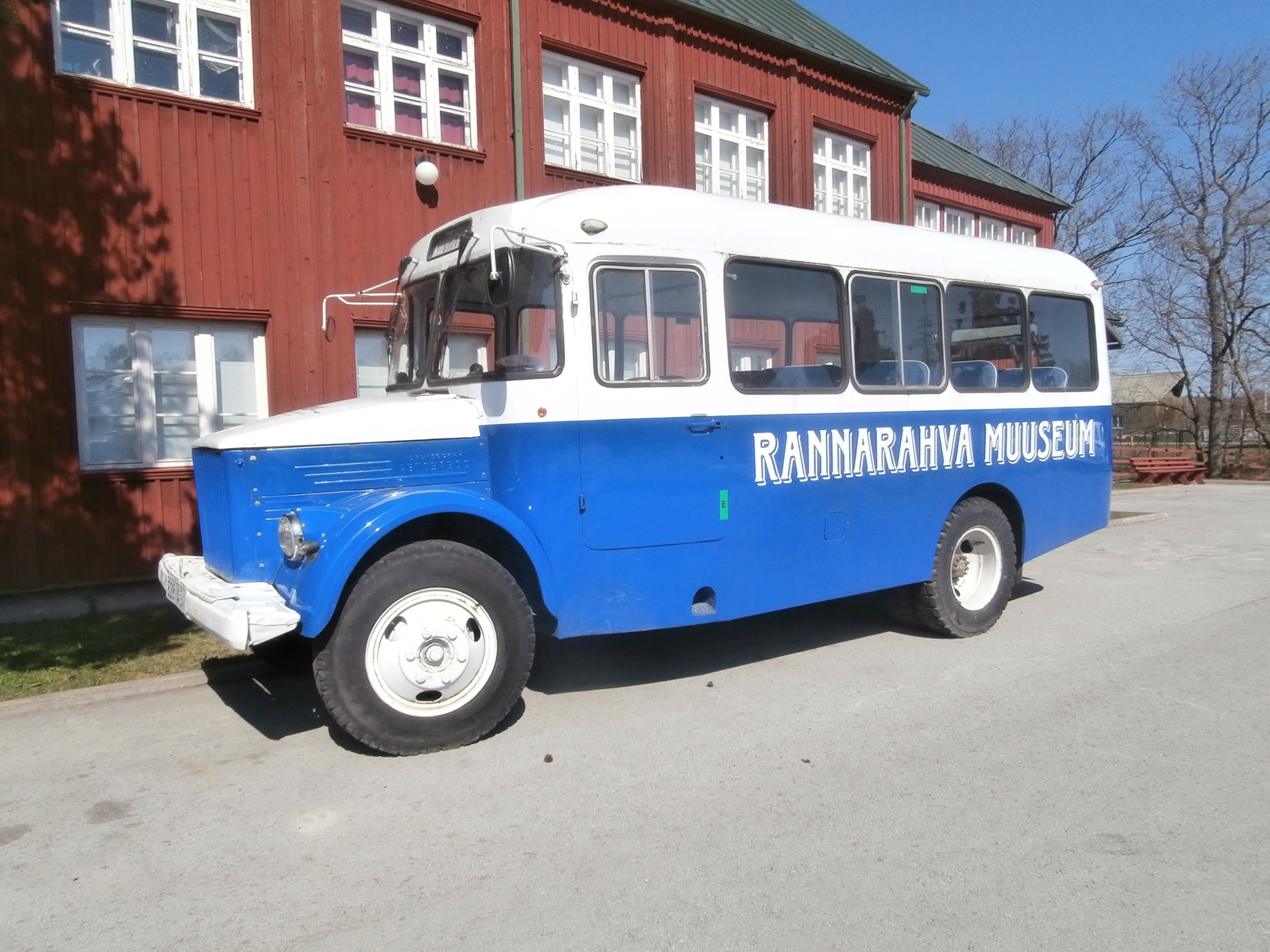
Das Vorgängermodell KAwZ-651

Ende der 1960er-Jahre wurden bei KAwZ Prototypen eines neuen Busses der Mittelklasse gefertigt, der den KAwZ-651 ersetzen sollte. 1971 schließlich gab es eine Anzahl Versuchsfahrzeuge, die sich jedoch noch vom späteren Serienmodell unterschieden. So hatten sie noch eine viergeteilte Windschutzscheibe, die in der Serienfertigung durch die charakteristisch gebogene zweiteilige Frontscheibe ersetzt wurde. Die Serienfertigung begann 1973.
1975 überarbeitete man die Lichtanlage und ersetzte die rundlichen Heckleuchten durch eckige Bauteile. Gleichzeitig wurde ein zweites Paar Blinker verbaut.
1977 wurde das Fahrzeug mit dem Staatlichen Qualitätssiegel der UdSSR ausgezeichnet und bis 1989 in verschiedenen Ausführungen in Serie gefertigt. 1993 endete die Produktion endgültig zugunsten des Nachfolgemodells KAwZ-3976.

## Technische Beschreibung
Genau wie der Vorgänger war der Bus hauptsächlich für den Einsatz in ländlichen Gebieten konzipiert, daher der Aufbau auf einem noch zusätzlich verstärkten LKW-Rahmen und die enorme Bodenfreiheit. Die Fahrgastkabine ist größer als beim KAwZ-651. Auch die Fahrleistungen wurden verbessert, die Wartungsintervalle verlängert und die technische Zuverlässigkeit erhöht.

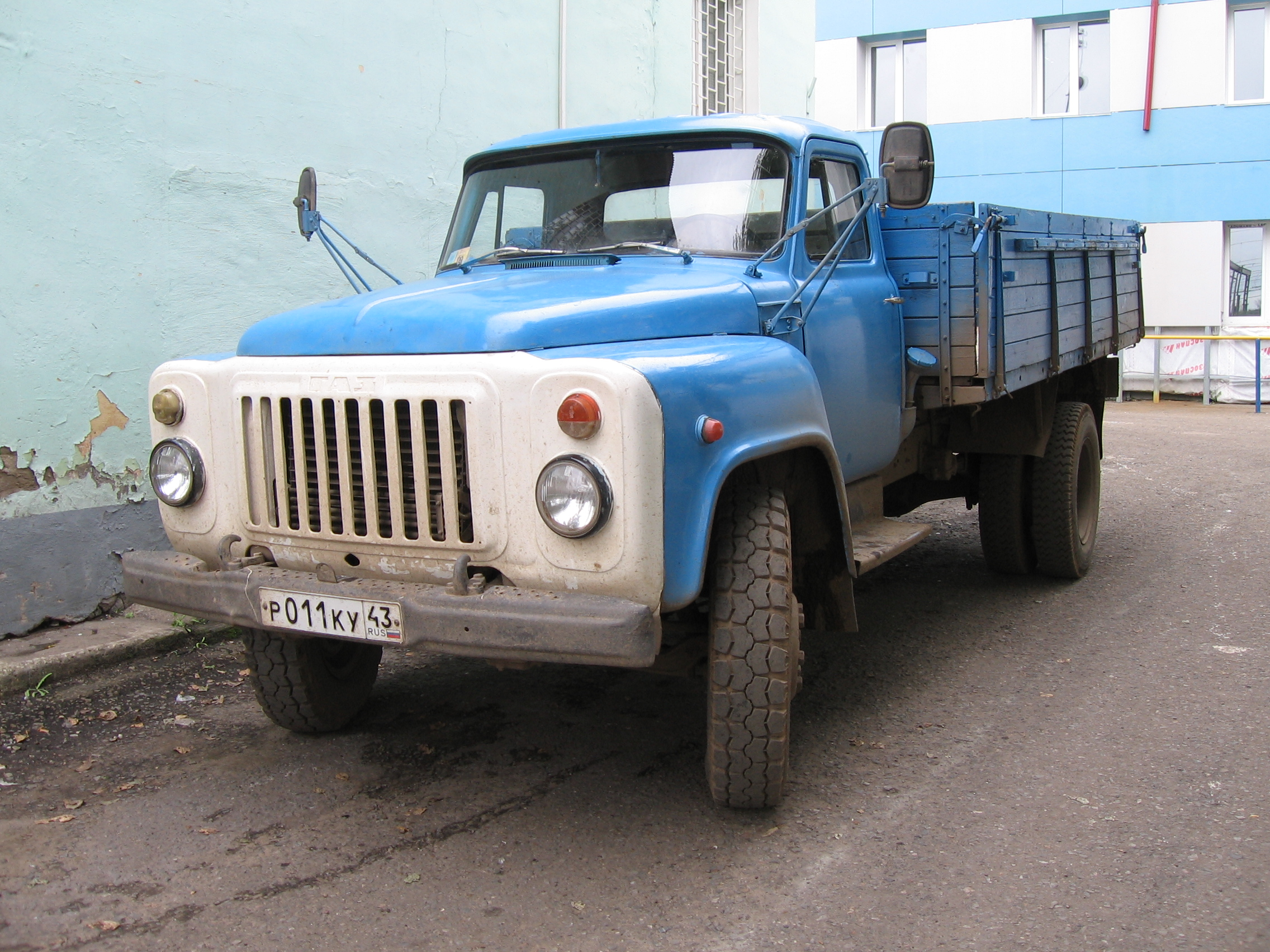
Die baugleiche Front des Lastwagens GAZ-53, von dem auch das Fahrgestell stammt …

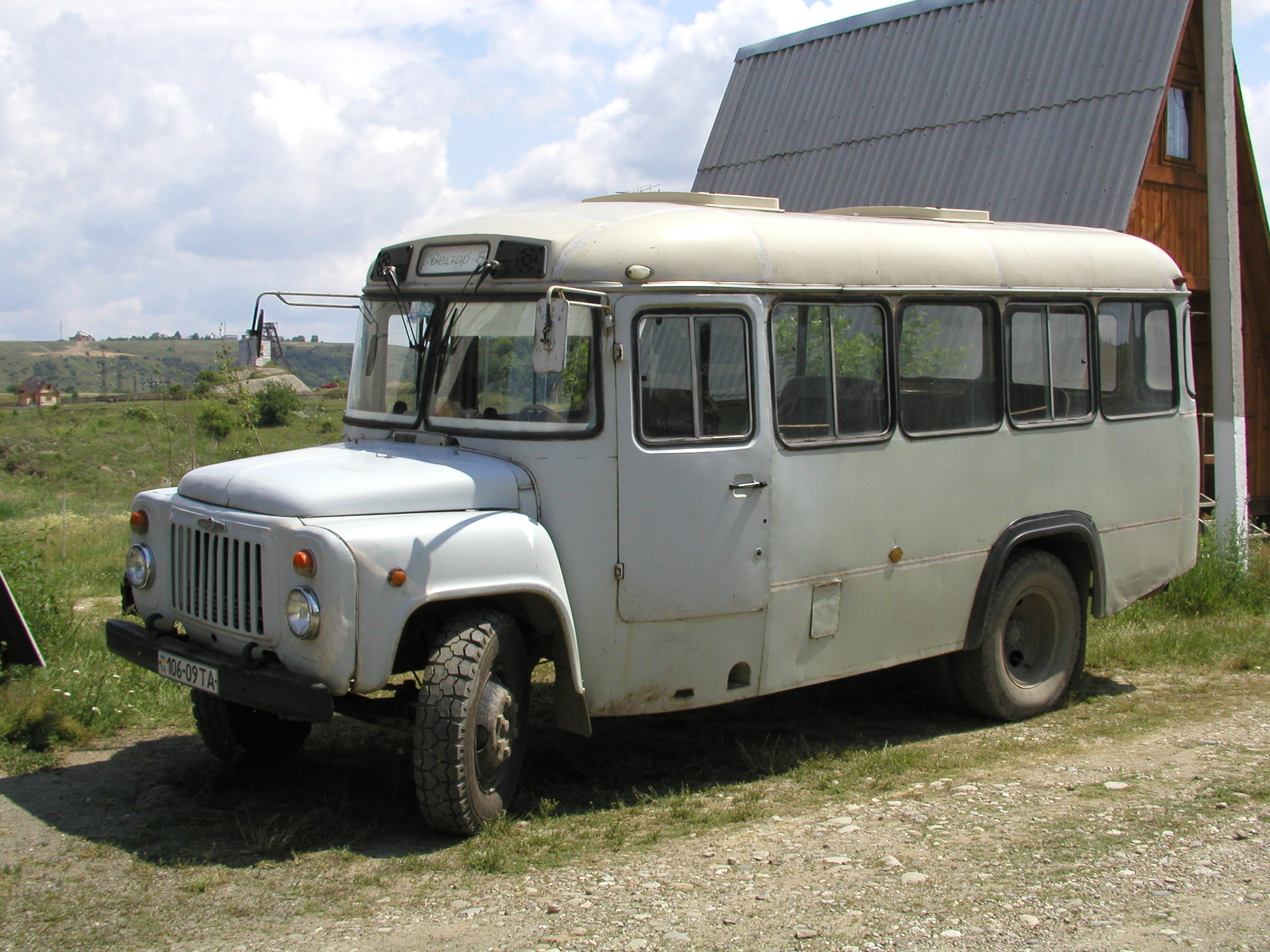
… im Vergleich zu der des KAwZ-685

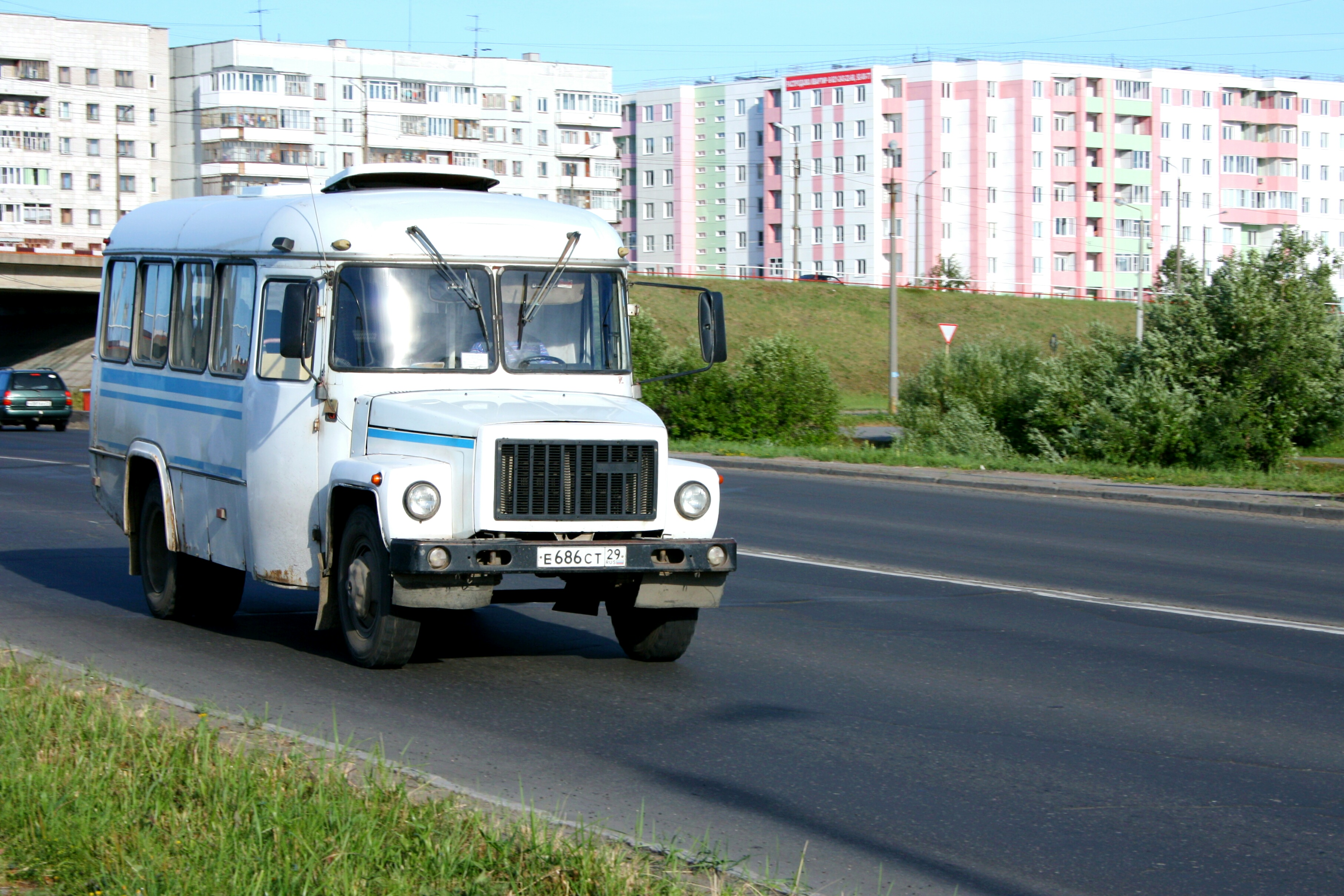
Das Nachfolgemodell KAwZ-3976, leicht an der geänderten Front zu erkennen

Der Fahrzeugrahmen ist eine verstärkte Version des Fahrgestells des Lastwagens GAZ-53. Deutlich sichtbar ist, dass auch die Blechteile von der Front des Lastwagens übernommen wurden. Im Antriebsstrang wurden eine neu konstruierte Kardanwelle, ein neues Getriebe und eine Lamellenkupplung verwendet, um das höhere Drehmoment des Achtzylinder-Vergasermotors an die Hinterachse übertragen zu können. Seit 1975 wurde die Bremsanlage als hydraulisches Zweikreissystem mit Bremskraftverstärker ausgeführt.
Der Innenraum des Busses ist beheizbar und mit Polstersitzen für die Passagiere ausgestattet. Die Belüftung wird über seitliche Schiebefenster und Dachluken realisiert, auch eine Innenraumbeleuchtung wurde eingebaut. Durchschnittlich nach 260.000 Kilometern Laufleistung wurde eine Generalreparatur der Fahrzeuge vorgenommen.
Technische Daten
- Motor: Achtzylinder-Ottomotor, V-förmige Zylinderanordnung
- Motortyp: ZMZ-53A, ZMZ-513.10
- Leistung: 85 kW (115 PS, später auf 120 PS gesteigert)
- Hubraum: 4,25 l
- Kraftstoffverbrauch: 24 l/100 km, später auf 19 l/100 km gesenkt
- Tankinhalt: 105 l
- Höchstgeschwindigkeit: 80 km/h, später 90 km/h
- Getriebe: mechanisch
- Anzahl der Gänge: 4
- Antriebsformel: 4×2
- Sitzplatzanzahl: 21
- Stehplätze: 7
- Fahrgasttüren: 1
- Spurbreite vorne: 1630 mm
- Spurbreite hinten: 1970 mm
- Länge: 6500 mm
- Breite: 2550 mm
- Höhe: 3030 mm
- Radstand: 3700 mm
- Fußbodenhöhe: 865 mm
- Bodenfreiheit: 460 mm
- zulässiges Gesamtgewicht: 6780 kg
- Leermasse: 4080 kg
- Achslast vorne (zulässig): 1670 kg
- Achslast hinten (zulässig): 4659 kg
- Bordspannung: 12 V
- Reifendimensionen: 8,25R20
- maximal befahrbare Steigung: 26 %

## Modifikationen
- KAwZ-685S – Ausgelegt für den Betrieb bei Temperaturen von bis zu minus 60 °C, häufig in oranger Farbgebung. Das Modell wurde für die Verwendung in den nördlichen Gebieten Russlands konzipiert, ist mit Doppelverglasung, stark isoliertem Fahrgastraum und einem abgetrennten Bereich für den Fahrer ausgestattet. Es wurden zwei unabhängige Heizsysteme, eine Zusatzbatterie sowie ein Zusatztank mit einem Fassungsvermögen von 56 Litern Kraftstoff verbaut. Dichtungen und Reifen wurden für die niedrigen Temperaturen ausgelegt, zusätzliche Nebelscheinwerfer montiert.

- Der KAwZ-685G war eine Version für den Betrieb in drei- bis viertausend Metern über dem Meeresspiegel und generell in bergigen Regionen. Das Kühlsystem wurde um einen Ausgleichsbehälter vergrößert und mit dem Beginn der Produktion ein zusätzliches Bremssystem verbaut (später beim Grundmodell übernommen). Auch wurden die Passagiersitze mit Sicherheitsgurten ausgestattet.

- KAwZ-685M – Gebaut von 1984 bis 1986, eine modernisierte Variante mit Benzinmotor ZMZ-53-11. Durch den neuen Motor konnte der Kraftstoffverbrauch gesenkt und die Leistung auf 120 PS erhöht werden. Die Vorderachse wurde verstärkt, ebenso die Federung. Optisch unterscheidet sich die Variante kaum von der Basisversion.

- KAwZ-3270 – Gebaut von 1986 bis 1991, modernisierte Variante des KAwZ-685M. Entsprechend den schon seit 1966 gültigen russischen Normen wurde der Fahrzeugcode angepasst. Ab 1987 folgten kleinere technische Änderungen an den Außenspiegeln, Scheibenwischern und den Dachluken.

- KAwZ-3271 – 1991 bis 1993 gebaut, Übergang zum Modell KAwZ-3976. Da seit 1989 bei GAZ ein neuer Lastkraftwagen gefertigt wurde, bereitete man ebenso den Umstieg auf ein neues Busmodell vor. So wurde der KAwZ-3271 zwar noch auf dem Rahmen des GAZ-53 gebaut, jedoch auch schon Teile verwendet, die dem neuen LKW-Modell GAZ-3307 entstammten. Dabei handelte es sich beispielsweise um Lenksäule und Instrumente. Die Serienproduktion des Fahrzeugs lief noch parallel zu der des Nachfolgers bis Anfang 1993.

- In der Übergangsphase hin zur Produktion des Nachfolgers wurden auch Modelle mit Flüssiggasantrieb ausgeliefert.